# Ушакова, Елена Юрьевна
Елена Юрьевна Ушакова (род. 9 апреля 1963, Зеленодольск, Татарская АССР) — российский политик, депутат Государственной Думы шестого созыва с 2 октября 2013 года, член фракции «Единая Россия», член комитета ГД по охране здоровья.

## Биография
Родилась 9 апреля 1963 года в городе Зеленодольске Татарской АССР. Окончила: в 1986 году — Казанский авиационный институт им. А. Н. Туполева; в 2002 г. — Томский государственный педагогический университет; в 2008 г. — Томский государственный педагогический университет. С 1994 г. — учитель истории; с 2003 г. — учитель иностранного языка.

### Депутат ГД
2 октября 2013 года получила мандат депутата Госдумы, после сложения полномочий Людмилой Огородовой.